# Сонино (Ивановская область)
Сонино — деревня в Вичугском районе Ивановской области. Входит в состав Сошниковского сельского поселения.

## География
Находится в северо-восточной части Ивановской области на расстоянии приблизительно 12 км на юго-восток по прямой от районного центра города Вичуга.

## История
В 1872 году здесь (тогда Юрьевецкий уезд Костромской губернии) было учтено 8 дворов, в 1907 году —11.

## Население
Постоянное население составляло 45 человек (1872 год), 43 (1897), 60 (1907), 8 в 2002 году (русские 100 %), 3 в 2010.